# 安倍吉俊
安倍吉俊（1971年8月3日—），日本男性插畫家、漫畫家。生於東京都杉並區阿佐ヶ谷。
東京藝術大學美術學部日本畫科畢業，同校研究所美術研究科修士課程繪畫専攻日本畫科修畢。父親是圍棋棋士安倍吉輝，姊姊岡田結美子亦是棋士。

## 經歷
高中畢業時期有擔任漫畫助手的經驗，19歲進入美術補習班開始學習正統繪畫。
1994年在大學期間以「雨の降る場所」得到《月刊Afternoon》四季賞．夏的漫畫部門準入選，之後得到與漫畫家相關的工作卻是廣告宣傳的漫畫。研究所考試前後的時間，得到上田耕行製作的發掘；考試通過後參加《玲音》（serial experiments lain）的製作。近年來在遊戲、動畫、漫畫等多方面活躍，創作者的身分以同人活動為主，動畫活動則與ueda合作較多。
細線條、粗糙的圖形為其特徵。早期就採用電腦繪圖製作作品。代表作為《灰羽連盟》。

## 作品

### 動畫
- 我家也有外星人（NieA_7） : 原創角色設計。
- 玲音（serial experiments lain） : 角色原案、原畫在最終話的一個場面特別演出。
- 灰羽連盟（灰羽連盟） : 原作、脚本、設定。
- 機魂末世錄 （テクノライズ(TEXHNOLYZE)） : 角色原案。
- 無頭騎士異聞錄 DuRaRaRa!!（デュラララ!!） : 第4話劇中插畫。
- 地獄少女 : 動畫第1期13話，日劇8話中的插畫。
- RErideD -穿越時空的德理達-（RErideD -Derrida, who leaps through time-） : 角色原案

### 遊戲
- 夢騎士（バッケンローダー） : 說明插圖。
- 玲音（serial experiments lain） : 角色原案。
- 紅蓮之王 神々への離反（LORD of VERMILION 神々への離反） : 「テティス」插畫。

### 漫畫

#### 商業作品
- 雨の降る場所（「四季賞CHRONICLE」收錄）。
- ニアアンダーセブン(NieA_7) : 作畫、原案。
- 回螺(ISBN 4-86269-060-2)。
- U.C.O Unidentified Cycling Object（「robot (雜誌)10」收錄）。
- リューシカ・リューシカ（ガンガンONLINE連載中）。

#### 同人誌
- essence
- not found
- GRID.
- Faces
- SKETGHES
- 古街
- 白雨
- 灰羽せいかつ日誌
- オールドホームの灰羽達（全2卷）
- オールドホームの灰羽達 番外編
- 「_」にああんだーせぶんへっぽこ帳
- MISCELLANEOUS2004
- 水燐
- 灰羽連盟 安倍吉俊画帳
- 灰羽連盟 脚本集（全8卷）
- 薬局のポチ山さん（現在4卷）
- 宇宙人ですが質問です。（現在2卷）
- pen drawings
- easy drawings 2007winter
- fixed point observation
- リューシカ リューシカ（現在2卷）
- リューシカ リューシカ うそ設定資料集
- idea sketch 2008winter
- リューシカ リューシカ ドーナツ父さん
- Human body rough sketch collection
- 殉職刑事設定資料集
- doodles 2009winter
- isolated city 設定スケッチ（現在2卷）
- color/monochrome
- easy drawings(『easy drawings 2007winter』重編iPad版)
- C.H.R 2010winter

### 著作
- 名家的CG職人養成系2-安倍吉俊（台北碁峰出版社）
キャラクターをつくろう! CG彩色テクニック 7（ビー・エヌ・エヌ新社）
- サルにもできる iPhone同人誌の創り方（飛鳥新社）合著：カワサキタカシ

### 評論
- AB's Essay（電撃大王GENESIS連載）

#### 畫集
- an omnipresence in wired（「lain」畫集）
- yoshitoshi ABe lain illustrations（「lain」畫集）
- SCRAP（「NieA_7」插畫、設定資料、描き下ろし漫畫など）
- Slip S MANGA collection（封面插畫）
- グリの街、灰羽の庭で（「灰羽連盟」畫集）
- robot (雑誌)（参加。Vol.1〜9にカラー漫畫「廃域」連載）
- 垓層宮（收錄約十幾年來的作品）
- 『古街ver1.0』(CD-ROM)

## 外部連結
- AB's HOMEPAGE - 個人網站（2007後已無更新）。（日語）
- ABlog（页面存档备份，存于） - 個人部落格（日語）
- 安倍吉俊 yoshitoshi ABe的X（前Twitter）（日語）